# Liechtensteinklamm
De Liechtensteinklamm is een kloof gelegen in de Alpen ten zuiden van de Oostenrijkse stad Sankt Johann im Pongau, in de deelstaat Salzburg.

## Omschrijving
De diepte van de kloof is tot 300 meter, ontstaan doordat de Grossarler Ache, een zijriviertje van de Salzach, eeuwenlang de ondergrond geërodeerd heeft. De kloof heeft een lengte van circa 4000 meter, waarvan ongeveer 1000 meter toegankelijk is, en eindigt in een waterval. In 1875 was begonnen met het toegankelijk maken van de kloof, maar door geldgebrek werd gestopt met de werkzaamheden. Door een donatie van vorst Johannes II van Liechtenstein konden de werkzaamheden worden hervat en het jaar erop worden afgerond. Als dank werd de kloof naar de Liechtensteinse vorst vernoemd.

## Instorting in 2017
Op 27 mei 2017 stortte een gedeelte van de klamm in. Hierdoor was de klamm in 2017 en 2018 gesloten. Een projectteam informeerde de lokale overheid van St. Johann op maandag 14 mei 2018 over twee opties om de wandelroute te herstellen. De eerste optie was dat de wandelroute door de kloof helemaal gerestaureerd werd en tegen mogelijke steenslag werd beveiligd. Daarvoor zouden grote delen van de route moeten worden verbouwd. Dat zou het natuurlijke karakter van de tocht door de kloof echter niet ten goede komen. Bron: https://bergwijzer.nl/nieuws/liechtensteinklamm-in-oostenrijk-blijft-gesloten. De tweede optie was daarom een hangbrug die het eerste deel van de klamm overspande. Daardoor zou alleen maar de achterste deel van de Liechtensteinklamm door beton en ijzer beveiligd moeten worden.
In 2018 is men bezig met de configuratiemaatregelen. Na de officiële procedure moeten de tunnel- en galerijgebouwen worden gestart. Deze duren tot de lente. Daarna worden de algemene steenkloof en algemene onderhoudswerkzaamheden in de kloof uitgevoerd. Na voltooiing van dit werk worden de loopbrug en trappen vernieuwd en worden er extra veiligheidsnetten geïnstalleerd. Afhankelijk van het verloop van het werk of de weersomstandigheden, kan in de zomer van 2019 mogelijk een opening worden verwacht. Bron: https://bergwijzer.nl/nieuws/liechtensteinklamm-in-oostenrijk-blijft-gesloten
Na een sluiting van ruim 3 jaar en een investering van bijna 7 miljoen euro is de kloof sinds 11 juni 2020 weer open voor het grote publiek. De route is aangepast en een nieuwe wenteltrap, de 'helix', is het hoogtepunt van de wandeling.